# لی سونگ-هون (موسیقی‌دان)
لی سونگ هون (کره‌ای: 이승훈؛ زادهٔ ۱۱ ژانویه ۱۹۹۲) که بیشتر با نام هنری سونگ‌هون (انگلیسی: Seunghoon) یا هونی (انگلیسی: Hoony) شناخته می‌شود، رپر، خواننده-ترانه‌سرا، طراح رقص و عضو گروه پسرانهٔ کره جنوبی، وینر است. او همچنین به خاطر حضور در فصل اول برنامهٔ شبکهٔ اس‌بی‌اس، کی-پاپ استار نیز شناخته می‌شود.